# Corula
Corula là một chi bướm đêm thuộc họ Geometridae.

## Các loài
- Corula geometroides Walker, 1856